# 7011 Worley
7011 Worley este o planetă minoră (asteroid), cu un diametru de 5,169 km, din centura de asteroizi. A fost descoperită pe 21 septembrie 1987 la Stația Anderson Mesa de Edward L. G. Bowell. 
Obiectul prezintă o orbită caracterizată de o semiaxă mare de 2,2745223 UAi, o excentricitate de 0,1549, o înclinație de 5,70932 ° în raport cu ecliptica.